# Структурный функционализм
Структу́рный функционали́зм — методологический подход в социологии и социокультурной антропологии, состоящий в трактовке общества как социальной системы, имеющей свою структуру и механизмы взаимодействия структурных элементов, каждый из которых выполняет собственную функцию. Основоположником структурного функционализма считается социолог Толкотт Парсонс, который в своих исследованиях опирался на классические концепции Герберта Спенсера и Эмиля Дюркгейма, а также социальных антропологов Бронислава Малиновского и Альфреда Рэдклиффа-Брауна. Базовой идеей структурного функционализма является идея «социального порядка», то есть имманентное стремление любой системы поддержать собственное равновесие, согласовать между собой различные её элементы, добиться согласия между ними. Ученик Парсонса — Роберт Мертон — внёс большой вклад в развитие данного подхода и его адаптации к практике. В частности Мертон уделял большое внимание проблеме дисфункций.

## Структурные элементы
Структурные элементы — любые устойчивые образцы деятельности людей.

## Истоки
У истоков структурного функционализма стояли первые социологи: Огюст Конт, Герберт Спенсер, Эмиль Дюркгейм. Они стремились к тому, чтобы создать такую науку об обществе, которая, подобно физике или биологии, могла бы открывать и обосновывать законы общественного развития.

### Огюст Конт
Создатель социологии Огюст Конт провозгласил главной задачей социологии поиск объективных, не зависящих от конкретного человека законов общественного развития.
Конт опирался на методы анализа естественных наук. По аналогии с разделами физики Конт подразделил социологию на «социальную статику» и «социальную динамику». Первая была сфокусирована на изучении того, как части (структуры) общества, функционируют, взаимодействуют друг с другом по отношению к обществу в целом. Прежде всего, он рассматривал, как функционируют основные институты общества (семья, государство, религия), обеспечивая социальную интеграцию. В кооперации, основанной на разделении труда, он видел фактор утверждения «всеобщего согласия». Эти идеи Конта впоследствии будут развиты учёными, представляющими структурный функционализм в социологии и изучающими главным образом институты и организации общества.
Социальная динамика была посвящена осмыслению проблем социального развития и политики изменений. Учёный стремился создать, по своим собственным словам, «абстрактную историю» без имён и без отношения к конкретным народам.

### Герберт Спенсер
Английский философ и социолог Герберт Спенсер также рассматривал общество на уровне институтов и функций. Социология, по Спенсеру, — наука об изучении структурных и функциональных изменений, которые проходят в обществе.
Спенсер предложил весьма оригинальную эволюционную теорию общества, которая объясняла социальные изменения, характер общества законом усредненного уровня развития его членов. Эволюция, по Спенсеру, предполагает прогрессивное изменение, развивающееся по трём направлениям: от разъединенности к интеграции, от однородности к дифференциации и от неопределённости к определённости, упорядоченности. Эволюция приводит к одновременным изменениям в структуре и функциях.  

### Эмиль Дюркгейм
Французский социолог Эмиль Дюркгейм обосновал новый взгляд на общество, его структуры и людей — социальный реализм. Его суть заключается в том, что общество, хотя и возникает как результат взаимодействия индивидов, обретает самостоятельную реальность, которая, во-первых, автономна по отношению к другим видам реальности, во-вторых, развивается по своим собственным законам; в-третьих, имеет место примат структур и функций общества по отношению к индивиду и функциям его сознания и поведения, то есть индивидуальная реальность считается вторичной.
Предмет социологии Дюркгейма — социальный факт. Социальный факт является внешним по отношению к индивиду и оказывает на него принуждающее воздействие. Социальные факты могут быть материальными (само общество, его социальные структуры) и нематериальными (мораль, ценности и нормы, коллективное сознание, верования).

## Основные положения
1) Общество рассматривается как система;
2) Процессы системы рассматриваются с точки зрения взаимосвязанности её частей;
3) Подобно организму система считается ограниченной (то есть в ней действуют процессы, направленные на сохранение целостности её границ).
4) Любая система стремится к равновесию (поддержание системой установленного порядка).

## Недостатки теории
- Парсонс недооценивал роль конфликтов, он их исключал;
- У Парсонса нет развития, эволюции. Позднее он попытался исправить этот недостаток, но времени для основательной проработки вопроса было уже недостаточно;
- Парсонс ограничил функции социальных подсистем четырьмя, которых, по его мнению, было достаточно для выживания системы в целом; возникает справедливый вопрос о необходимости существования других функций, присущих обществу и тем или иным способом влияющих на его жизнедеятельность.
- Критики функционализма в американской социологии — Чарльз Райт Миллс и Алвин Гоулднер — отмечали переусложнённость языка Парсонса и схоластичность теории. Также они показали практическую невозможность в рамках парсоновской версии функционализма описать значимые социальные трансформации, так как в ней возможность конфликта интересов различных социальных групп сводится к минимуму[1].